# Оксид хрома(II)
Оксид хрома(II) (закись хрома) — это черные или красные кристаллы. Основный оксид хрома. Неорганическое соединение.

## Получение
Получают окислением амальгамы хрома CrHg3 или CrHg азотной кислотой или кислородом:
{\displaystyle {\mathsf {2CrHg_{3}+O_{2}\rightarrow 2CrO+6Hg}}}
Или восстановлением оксида хрома(III):
{\displaystyle {\mathsf {2H_{3}PO_{2}+Cr_{2}O_{3}\rightarrow 2CrO+2H_{3}PO_{4}}}}
Также можно получить термическим разложением карбонила С

## Химические свойства
При 697°С разлагается на металлический хром и оксид хрома(III):
{\displaystyle {\mathsf {3CrO\xrightarrow {697^{o}C} Cr_{2}O_{3}+Cr}}}
Восстанавливается водородом до металлического хрома при 1000°С:
{\displaystyle {\mathsf {CrO+H_{2}{\xrightarrow {1000^{o}C}}Cr+H_{2}O}}}
Также можно восстановить коксом:
{\displaystyle {\mathsf {CrO+C{\xrightarrow {t}}Cr+CO}}}
Проявляет основные свойства, к примеру, растворяется в соляной кислоте с выделением воды и хлорида хрома(II):
{\displaystyle {\mathsf {CrO+2HCl\rightarrow CrCl_{2}+H_{2}O}}}
Не растворим в разбавленных серной и азотной кислотах.
При нагревании на воздухе быстро окисляется до оксида хрома(III), проявляя свои сильные восстановительные свойства.
При температуре белого каления восстановительные свойства усиливаются настолько, что оксид хрома(II) начинает отнимать кислород у углекислого газа:
{\displaystyle {\mathsf {2CrO+CO_{2}\ {\xrightarrow {1000^{o}C}}\ Cr_{2}O_{3}+CO}}}

## Физические свойства
Существует в двух полиморфных формах. Может быть красным (не пирофорен) и чёрным пирофорным порошком (самовоспламеняется на воздухе), поэтому чёрную модификацию сохраняют под слоем воды (с водой не взаимодействует). Образует гексагональные пластинчатые кристаллы. Как и все оксиды хрома, тугоплавок, температура плавления 1550°С. Не растворим в воде.

## Токсичность
Соединения хрома с валентностью менее VI малотоксичны. Опасными ядами и канцерогенами признаны соединения хрома с валентностью VI, такие как оксид хрома(VI).